# Hans von Hahn
Hans von Hahn (7 de agosto de 1914 - 5 de novembro de 1957) foi um piloto alemão da Luftwaffe durante a Segunda Guerra Mundial. Voou mais de 300 missões de combate, nas quais abateu 31 aeronaves inimigas, o que fez dele um ás da aviação. Na fase inicial do seu serviço durante a guerra, combateu sob o comando de Werner Molders. Mais tarde, ao longo da guerra, combateu na frente ocidental e na frente oriental. Das várias condecorações que recebeu, destaca-se a Cruz de Cavaleiro da Cruz de Ferro.